# Alabama and Florida Railroad (1898–1900)
Alabama and Florida Railroad war eine amerikanische Bahngesellschaft in Alabama und Florida.
Die Gesellschaft wurde am 23. August 1898 gegründet und erhielt die Konzession zum Bau einer 125 Kilometer langen Bahnstrecke von Georgiana (Alabama) nach Geneva (Alabama). Im Juni 1900 war die Strecke bis Andalusia (Alabama) und bis zum Oktober des gleichen Jahres bis Geneva fertiggestellt. In Georgiana bestand Anschluss an das Streckennetz der Louisville and Nashville Railroad.
Die Louisville and Nashville Railroad erwarb den ganzen Aktienbestand. Die Gesellschaft pachtete die Bahnstrecke ab dem 19. Januar 1900 für 20 Jahre und übernahm die Alabama and Florida Railroad zum 17. Dezember 1900. Das Aktienkapital betrug 750.000 US-Dollar. Das Anlagevermögen bestand aus Bahnstrecke (364.000 Dollar) und Ausstattung (486.095 Dollar). Die Gesellschaft verfügte über zwei Lokomotiven, einen Personenwagen, einen Gepäckwagen und 15 Güterwagen.
Nach der Übernahme der Gesellschaft erweiterte die L&N die Bahnstrecke um 37 Kilometer bis Graceville (Florida). Die Inbetriebnahme erfolgte am 13. Juli 1902.
Präsident des Unternehmens war R. L. More aus River Falls (Florida). Nach der Übernahme durch die L&N Milton H. Smith, deren Präsident.